# Phil Edwards (lekkoatleta)
Phil Edwards, Philip Aaron Edwards (ur. 13 września 1907 w Georgetown, w Gujanie Brytyjskiej, zm. 6 września 1971 w Montrealu) – kanadyjski lekkoatleta średniodystansowiec, pięciokrotny medalista olimpijski.
Edwards urodził się w Gujanie Brytyjskiej jako syn prawnika. Po ukończeniu szkoły średniej przeniósł się do Stanów Zjednoczonych i rozpoczął studia na New York University. Pomimo osiągnięć lekkoatletycznych nie mógł zakwalifikować się do reprezentacji olimpijskiej USA i przyjął w 1927 zaproszenie działaczy kanadyjskich, by startować w barwach tego kraju.
Na igrzyskach olimpijskich w 1928 w Amsterdamie Edwards zdobył brązowy medal w sztafecie 4 × 400 metrów (która biegła w składzie: Alex Wilson, Edwards, Stanley Glover i James Ball). Startował również w biegu na 800 metrów, w którym zajął 4. miejsce w finale i w biegu na 400 metrów, gdzie odpadł w półfinale. Po igrzyskach przeniósł się z Nowego Jorku do Montrealu. Studiował tam medycynę na Uniwersytecie McGill. Na igrzyskach Imperium Brytyjskiego w 1930 w Hamilton reprezentował Gujanę Brytyjską. Zajął 5. miejsce w biegu na 880 jardów i takie samo w biegu na milę oraz odpadł w eliminacjach biegu na 440 jardów.
Na igrzyskach olimpijskich w 1932 w Los Angeles Edwards startował w trzech konkurencjach: biegach na 800 metrów i na 1500 metrów oraz w sztafecie 4 × 400 metrów. W każdej z nich zdobył brązowy (sztafeta biegła w składzie: Ray Lewis, Ball, Edwards i Wilson).
Na igrzyskach Imperium Brytyjskiego w 1934 w Londynie, znów w barwach Gujany Brytyjskiej, zwyciężył w biegu na 880 jardów. Na swych trzecich igrzyskach olimpijskich w 1936 w Berlinie zdobył swój piąty brązowy medal olimpijski – w biegu na 800 metrów. Poza tym zajął 4. miejsce w sztafecie 4 × 400 metrów i 5. miejsce w biegu na 1500 metrów.
Był mistrzem Kanady w biegu na 800 metrów/880 jardów w 1928, 1929. 1934 i 1936 oraz w biegu na 1500 metrów w 1932.
Wielokrotny rekordzista kraju, w biegu na 800 oraz 1500 metrów, a także w sztafecie 4 × 400 metrów.
Jako zdobywca pięciu medali olimpijskich należy do czołowych olimpijczyków Kanady. Był również pierwszym czarnoskórym sportowcem, który zdobył medal olimpijski dla Kanady.
Po ukończeniu medycyny na Uniwersytecie McGill służył w armii, dochodząc do stopnia kapitana, a następnie został specjalistą medycyny tropikalnej.